# دوني غيليز
دوني غيليز (بالإنجليزية: Donnie Gillies)‏ هو لاعب كرة قدم بريطاني، ولد في 20 يونيو 1951 في Glencoe, Highland ‏ في المملكة المتحدة. شارك مع منتخب اسكتلندا تحت 21 سنة لكرة القدم. أما مع النوادي، فقد لعب مع أنورثوسيس فاماغوستا ونادي بريستول روفيرز ونادي بريستول سيتي ونادي غرينوك مورتون ونادي غلوستر سيتي ويوفل تاون.